# Asterolasia rupestris
Asterolasia rupestris är en vinruteväxtart. Asterolasia rupestris ingår i släktet Asterolasia och familjen vinruteväxter.

## Underarter
Arten delas in i följande underarter:
- A. r. recurva
- A. r. rupestris